# جيزيل حليمي
جيزيل حليمي (بالفرنسية: Gisèle Halimi) (1927 - 2020)، هي كاتبة وناشطة نسوية ومحامية يهودية تونسية-فرنسية. عرفت بالدفاع عن حقوق المرأة، ونشطت في المطالبة بحق الإجهاض. كانت نائبة في البرلمان الفرنسي عام 1981، وعينت سفيرة لفرنسا في منظمة اليونيسكو.

## النشأة والمسيرة
ولدت جيزيل حليمي في 27 يوليو 1927 في حضن عائلة يهودية محافظة. ولدت في حلق الوادي في تونس. نشأت في عائلة فقيرة، من أم سفاردية إسبانية فورتيني متودي أو فريتنا، ومن أب ذي أُصول أمازيغية تونسية، إدوار الطيب، الذي كان ساعي البريد لمكتب محاماة. درست الحقوق ومارست المحاماة في تونس منذ 1949 واستمرت في مهنتها في باريس في 1956.
دافعت خلال الثورة الجزائرية عن عدة ثوار جزائريين منهم جميلة بوباشا.
بالإضافة إلى دفاعها عن القضية الجزائرية، عرفت أيضا خصوصا بكسبها سنة 1972، وأمام دهشة الجميع، "قضية بوبيني" التي توبعت فيها نساء تم اتهامهن بإجراء إجهاض غير شرعي، لقد عبدت الطريق نحو الانتصار النسائي الكبير لسنة 1975: قانون فيل Veil حول الإيقاف الاختياري للحمل.

## المؤلفات
تكتب باللغة الفرنسية ولديها كتب مثيرة للجدل
- Le Procès de Burgos[محاكمة برغش], 1971، أكثر من مجرد تقرير أو قصة بسيطة لشاهد ملتزم، كتاب جزيل حليمي هو أولاً وقبل كل شيء ملف ساحق.[19]
- La Cause des femmes[قضية المرأة], 1973 (ردمك 978-2-07-038458-7)[20][21]
- Avortement, une loi en procès, 1973
- Viol, le procès d'Aix : choisir la cause des femmes, 1978
- Le Lait de l'oranger, 1988
- Une embellie perdue, 1995
- La Nouvelle Cause des femmes, 1997
- Fritna, 1999[22]
- Avocate irrespectueuse, 2002
- L'Étrange Monsieur K, 2003 (ردمك 978-2-259-19804-2) قصة محاكمة السيد ك. الغامض الذي حشد المثقفين خلال السبعينيات. اتهم بقتل سيدة عجوز وحكم عليه بالسجن لمدة عشرين سنة، زُعم أنه ضحية مخطط للشرطة.[23]
- Le Procès de Bobigny : choisir la cause des femmes, préface de سيمون دي بوفوار ; nouvelle édition avec un texte inédit de Marie-Claire C., 2006 (ردمك 2070775151)
- الكاهنة، 2006
- Ne vous résignez jamais, 2009
- Parcours d'avocat(e)s, entretien avec Gisèle Halimi par Christophe Perrin et Laurence Gaune, 2010
- Histoire d'une passion, 2011
- Une farouche liberté, avec Annick Cojean، 2020

وكتابها الكاهنة والذي تدعي فيه أن ملكة الأمازيغ ديهيا ذات أصول يهودية. أثار الكتاب جدلا كبيرا في الجزائر.

## وفاة
كانت وفاة جيزيل حليمي في 28 يوليو 2020 في باريس، بعد يوم من عيد ميلادها الثالث والتسعين.